# Alexander Wassiljewitsch Panfilow
Alexander Wassiljewitsch Panfilow (russisch Александр Васильевич Панфилов; * 11. Oktober 1960 in Frunse) ist ein ehemaliger sowjetischer Radrennfahrer und nationaler Meister im Radsport.

## Sportliche Laufbahn
Panfilow stammt aus Kirgisistan, der damaligen Kirgisischen SSR. Er war Teilnehmer der Olympischen Sommerspiele 1980 in Moskau. Dort startete er im Bahnradsport. Im 1000-Meter-Zeitfahren gewann er hinter Lothar Thoms Silber. Zweimal startete er bei den UCI-Bahn-Weltmeisterschaften. 1979 gewann er nationale Meisterschaft im Zeitfahren auf der Winterbahn. 1980, 1982 und 1985 gewann er den Titel auf der Sommerbahn.